# Liste der Stolpersteine in Horstmar
In der Liste der Stolpersteine in Horstmar werden die vorhandenen Gedenksteine aufgeführt, die im Rahmen des Projektes Stolpersteine des Künstlers Gunter Demnig bisher in Horstmar verlegt worden sind.

## Verlegte Stolpersteine
| Adresse                          | Name                | Inschrift | Verlegedatum  | Bild                                                           | Anmerkung |
| -------------------------------- | ------------------- | --- | ------------- | -------------------------------------------------------------- | --- |
| Gossenstraße 1 (Standort)        | Louis Steinweg      | Hier wohnte Louis Steinweg Jg. 1889 deportiert 11.12.1941 Riga erschossen 16.1.1942 Salaspils                                    | 28. Apr. 2009 | Stolperstein Horstmar Gossenstraße 1 Louis Steinweg            | geboren am 9. September 1889 in Münster i. Westfalen |
| Gossenstraße 1 (Standort)        | Rosa Steinweg       | Hier wohnte Rosa Steinweg geb. Cohen Jg. 1892 deportiert 11.12.1941 Riga ermordet 1.11.1943 Auschwitz                            | 28. Apr. 2009 | Stolperstein Horstmar Gossenstraße 1 Rosa Steinweg             | geboren am 26. Januar 1892 in Horstmar |
| Gossenstraße 1 (Standort)        | Pauline Cohn        | Hier wohnte Pauline Cohn geb. Steinweg Jg. 1913 Flucht 1939 Shanghai überlebt                                                    | 28. Apr. 2009 | Stolperstein Horstmar Gossenstraße 1 Pauline Cohn              | |
| Gossenstraße 1 (Standort)        | Kurt Steinweg       | Hier wohnte Kurt Steinweg Jg. 1920 deportiert 11.12.1941 Riga überlebt                                                           | 28. Apr. 2009 | Stolperstein Horstmar Gossenstraße 1 Kurt Steinweg             | |
| Gossenstraße 1 (Standort)        | Lotte Levin         | Hier wohnte Lotte Levin geb. Steinweg Jg. 1922 deportiert Okt. 1941 ermordet in Minsk                                            | 28. Apr. 2009 | Stolperstein Horstmar Gossenstraße 1 Lotte Levin               | geboren am 12. April 1922 in Horstmar |
| Gossenstraße 1 (Standort)        | Ruth Steinweg       | Hier wohnte Ruth Steinweg Jg. 1924 deportiert 11.12.1941 Riga Stutthof überlebt                                                  | 28. Apr. 2009 | Stolperstein Horstmar Gossenstraße 1 Ruth Steinweg             | |
| Gossenstraße 1 (Standort)        | Walter Steinweg     | Hier wohnte Walter Steinweg Jg. 1926 deportiert 11.12.1941 Riga überlebt                                                         | 28. Apr. 2009 | Stolperstein Horstmar Gossenstraße 1 Walter Steinweg           | |
| Gossenstraße 1 (Standort)        | Grete Steinweg      | Hier wohnte Grete Steinweg Jg. 1928 deportiert 11.12.1941 Riga tot 22.10.1944 bei Bombenangriff KZ Mühlgraben                    | 28. Apr. 2009 | Stolperstein Horstmar Gossenstraße 1 Grete Steinweg            | geboren am 25. August 1928 in Horstmar |
| Gossenstraße 1 (Standort)        | Liesel Steinweg     | Hier wohnte Liesel Steinweg Jg. 1931 deportiert 11.12.1941 Riga ermordet 1.11.1943 Auschwitz                                     | 28. Apr. 2009 | Stolperstein Horstmar Gossenstraße 1 Liesel Steinweg           | geboren am 22. September 1931 in Horstmar |
| Gossenstraße 1 (Standort)        | Doris Steinweg      | Hier wohnte Doris Steinweg Jg. 1937 deportiert 11.12.1941 Riga ermordet 1.11.1943 Auschwitz                                      | 28. Apr. 2009 | Stolperstein Horstmar Gossenstraße 1 Doris Steinweg            | geboren am 12. Juni 1937 in Krefeld |
| Gossenstraße 1 (Standort)        | Bilba Steinweg      | Hier wohnte Bilba Steinweg Jg. 1939 deportiert 11.12.1941 Riga ermordet 1.11.1943 Auschwitz                                      | 28. Apr. 2009 | Stolperstein Horstmar Gossenstraße 1 Bilba Steinweg            | geboren am 10. August 1939 in Krefeld |
| Kappenberger Straße (Standort)   | Moritz Löwenstein   | Hier wohnte Moritz Löwenstein Jg. 1888 deportiert 1941 Riga 1944 Stutthof ermordet 30.12.1944                                    | 22. Nov. 2010 | Stolperstein Horstmar Kappenbergerstraße Moritz Löwenstein     | geboren am 5. Mai 1888 in Horstmar |
| Kappenberger Straße (Standort)   | Hans Löwenstein     | Hier wohnte Hans Löwenstein Jg. 1921 Fluchtversuch 1939 Belgien interniert Gurs versteckt überlebt in Frankreich                 | 22. Nov. 2010 | Stolperstein Horstmar Kappenbergerstraße Hans Löwenstein       | |
| Kappenberger Straße (Standort)   | Marianne Löwenstein | Hier wohnte Marianne Löwenstein Jg. 1926 deportiert 1941 Riga 1944 Stutthof ermordet                                             | 22. Nov. 2010 | Stolperstein Horstmar Kappenbergerstraße Marianne Löwenstein   | geboren am 3. Mai 1926 in Rheine |
| Kappenberger Straße 5 (Standort) | Fritz Nathan        | Hier wohnte Fritz Nathan Jg. 1895 Flucht 1939 Holland 1942 USA überlebt                                                          | 22. Nov. 2010 | Stolperstein Horstmar Kappenbergerstraße 5 Fritz Nathan        | |
| Kappenberger Straße 5 (Standort) | Henny Nathan        | Hier wohnte Henny Nathan geb. Herz Jg. 1901 Flucht 1939 Holland 1942 USA überlebt                                                | 22. Nov. 2010 | Stolperstein Horstmar Kappenbergerstraße 5 Henny Nathan        | |
| Kappenberger Straße 5 (Standort) | Heinz Nathan        | Hier wohnte Heinz Nathan Jg. 1928 Flucht 1939 Holland 1942 USA überlebt                                                          | 22. Nov. 2010 | Stolperstein Horstmar Kappenbergerstraße 5 Heinz Nathan        | |
| Kappenberger Straße 5 (Standort) | Kurt Nathan         | Hier wohnte Kurt Nathan Jg. 1923 Flucht 1939 Holland 1942 USA überlebt                                                           | 22. Nov. 2010 | Stolperstein Horstmar Kappenbergerstraße 5 Kurt Nathan         | |
| Königstraße 8 (Standort)         | Samuel Eichenwald   | Hier wohnte Samuel Eichenwald Jg. 1859 verhaftet 1938 Flucht 1938 Holland tot 14.6.1939                                          | 10. Dez. 2008 | Stolperstein Horstmar Königstraße 8 Samuel Eichenwald          | geboren am 19. November 1859 in Horstmar |
| Königstraße 8 (Standort)         | Karl Eichenwald     | Hier wohnte Karl Eichenwald Jg. 1893 verhaftet 1938 deportiert 1943 Riga ermordet 16.8.1944 Buchenwald                           | 10. Dez. 2008 | Stolperstein Horstmar Königstraße 8 Karl Eichenwald            | geboren am 2. September 1893 in Horstmar |
| Königstraße 8 (Standort)         | Grete Eichenwald    | Hier wohnte Grete Eichenwald geb. Seligmann Jg. 1902 deportiert 1943 Riga überlebt                                               | 10. Dez. 2008 | Stolperstein Horstmar Königstraße 8 Grete Eichenwald           | |
| Königstraße 8 (Standort)         | Helmut Eichenwald   | Hier wohnte Helmut Eichenwald Jg. 1928 deportiert 1944 Auschwitz ermordet 10.9.1944                                              | 10. Dez. 2008 | Stolperstein Horstmar Königstraße 8 Helmut Eichenwald          | geboren am 30. November 1928 in Münster i. Westfalen |
| Königstraße 8 (Standort)         | Erwin Eichenwald    | Hier wohnte Erwin Eichenwald Jg. 1931 deportiert 1944 Auschwitz ermordet 10.9.1944                                               | 10. Dez. 2008 | Stolperstein Horstmar Königstraße 8 Erwin Eichenwald           | geboren am 26. Januar 1931 in Horstmar |
| Neustraße 5 (Standort)           | Josef Nathan        | Hier wohnte Josef Nathan Jg. 1864 deportiert 1941 ermordet in Riga                                                               | 10. Dez. 2008 | Stolperstein Horstmar Neustraße 5 Josef Nathan                 | geboren am 14. Mai 1864 in Billerbeck |
| Neustraße 5 (Standort)           | Helene Nathan       | Hier wohnte Helene Nathan Jg. 1902 deportiert ermordet 1942 in Riga                                                              | 10. Dez. 2008 | Stolperstein Horstmar Neustraße 5 Helene Nathan                | geboren am 15. März 1902 in Horstmar |
| Neustraße 5 (Standort)           | Ella Slanowitsch    | Hier wohnte Ella Slanowitsch geb. Nathan Jg. 1903 deportiert 1941 Stutthof ermordet                                              | 10. Dez. 2008 | Stolperstein Horstmar Neustraße 5 Ella Slanowitsch             | geboren am 13. August 1903 in Horstmar |
| Neustraße 5 (Standort)           | Otto Nathan         | Hier wohnte Otto Nathan Jg. 1899 Flucht 1939 England überlebt in USA                                                             | 10. Dez. 2008 | Stolperstein Horstmar Neustraße 5 Otto Nathan                  | |
| Neustraße 5 (Standort)           | Martha Nathan       | Hier wohnte Martha Nathan geb. Schönbach Jg. 1899 Flucht 1939 England überlebt in USA                                            | 10. Dez. 2008 | Stolperstein Horstmar Neustraße 5 Martha Nathan                | |
| Schöppinger Straße 7 (Standort)  | Bernhard Löwenstein | Hier wohnte Bernhard Löwenstein Jg. 1895 Fluchtversuch 1939 Belgien interniert Gurs deportiert 1942 Auschwitz ermordet 2.10.1942 | 22. Nov. 2010 | Stolperstein Horstmar Schöppinger Straße 7 Bernhard Löwenstein | Bernhard Löwenstein wurde am 4. August 1895 in Horstmar geboren und wohnte in Borghorst und Witten. Er emigrierte nach Belgien und wurde am 10. August 1942 von Drancy in das Vernichtungslager Auschwitz deportiert, wo er am 2. Oktober 1942 ermordet wurde. |
| Stadtstiege 22 (Standort)        | Selma Eichenwald    | Hier wohnte Selma Eichenwald geb. Cohn Jg. 1865 deportiert 1942 Theresienstadt ermordet 1944 in Maly Trostinec                   | 10. Dez. 2008 | Stolperstein Horstmar Stadtstiege 22 Selma Eichenwald          | geboren am 26. Oktober 1865 in Werne a. d. Lippe |
| Stadtstiege 22 (Standort)        | Ernst Eichenwald    | Hier wohnte Ernst Eichenwald Jg. 1896 Flucht 1939 England überlebt in USA                                                        | 10. Dez. 2008 | Stolperstein Horstmar Stadtstiege 22 Ernst Eichenwald          | |
| Stadtstiege 22 (Standort)        | Grete Eichenwald    | Hier wohnte Grete Eichenwald geb. Hertz Jg. 1904 Flucht 1939 England überlebt in USA                                             | 10. Dez. 2008 | Stolperstein Horstmar Stadtstiege 22 Grete Eichenwald          | |
| Stadtstiege 22 (Standort)        | Edith Eichenwald    | Hier wohnte Edith Eichenwald Jg. 1927 Flucht 1939 England überlebt in USA                                                        | 10. Dez. 2008 | Stolperstein Horstmar Stadtstiege 22 Edith Eichenwald          | |
| Stadtstiege 22 (Standort)        | Helga Eichenwald    | Hier wohnte Helga Eichenwald Jg. 1931 Flucht 1939 England überlebt in USA                                                        | 10. Dez. 2008 | Stolperstein Horstmar Stadtstiege 22 Helga Eichenwald          | |